# Uracanthus corrugicollis
Uracanthus corrugicollis là một loài bọ cánh cứng trong họ Cerambycidae.